# Alessandra Melucco Vaccaro
Alessandra Melucco Vaccaro, nombre por el que es conocida Alessandra Melucco, de soltera Vaccaro (Roma, 4 de abril de 1940-Roma, 29 de agosto de 2000), fue una historioadora y arquóloga italiana.

## Biografía
Alessandra Vaccaro nació el 4 de abril de 1940 en Roma, capital del entonces Reino de Italia, más concretamente en la etapa de la Italia fascista unos meses antes de que se uniera a la Segunda Guerra Mundial.
La familia Vaccaro era una familia de la clase media alta romana algo influyente, habiendo sido el abuelo de Alessandra, Michelangelo Vaccaro, profesor universitario, senador y ministro en el gobierno de Francesco Crispi. Su padre fue químico con reconocimiento internacional en el campo de la profilaxis y su madre, Emerenziana, fue directora del Instituto de Patología del Libro (en italiano: Istituto di Patologia del Libro).

### Carrera profesional
Alessandra comenzó sus estudios universitarios en la Facultad de Literatura de la Universidad de Roma La Sapienza, donde estudió arqueología griega y romana con el profesor Ranuccio Bianchi Bandinelli. Se especializó en arqueología por la Escuela Nacional de Arqueología (en italiano: Scuola Nazionale di Archeologia). En 1962 y 1963, Alessandra Vaccaro tomó parte en las excavaciones del santuario etrusco de Pyrgi (actual Santa Severa, Santa Marinella) y en el Centro Experimental de Arqueología de Sottomarina, en Chioggia. 
En 1964 obtuvo una beca para estudiar en la Escuela Nacional de Arqueología de Atenas. En 1965, trabajó en la publicación del Anuario de Historia del Arte de la Biblioteca de Arqueología e Historia del Arte de Roma y regresó a la excavación de Pyrgi. También participó en la publicación de Vernice nera sobre cerámica helenística. En 1965 también se casó con Gianfranco Melucco, un abogado.
También comenzaría a trabajar en la Administración de la Antigüedad y las Bellas Artes, donde dirigiría excavaciones como la del Duomo Vecchio de Arezzo o la necrópolis lombarda de Chiusi-Arcisi.
De 1976 a 1979 ejerció como diputada del Partido Comunista de Italia tras las elecciones de 1976 en pleno compromiso histórico, si bien su papel en política no fue demasiado relevante, siendo catálogada en estudios como el de Nicotra de «Backbencher».
Tras su breve paso por la política, Alessandra Melucco volvió al trabajo de arqueóloga, siendo nombrada directora del Servicio de Bienes Arqueológicos del Instituto Central de Restauración, para el que ya había trabajado en 1971. En esta etapa, trabajará para restaurar y ampliar información de monumentos característicos de Roma como la Columna de Trajano, el Arco de Constantino o el Templo de Saturno.
Trabajaría durante 15 años más en el ICR, llegando a organizar grupos de estudios sobre el impacto del medio ambiente a la conservación arqueológica y representando a Italia en grupos de trabajo internacionales como los de la UNESCO para el Patrimonio de la Humanidad.

## Obras
Entre otras:
- Mostra dei materiali della Tuscia Longobarda nelle raccolte pubbliche toscane, Florencia 1971
- Corpus della scultura altomedievale VII. La Diocesi di Roma. Tomo III La II regione ecclesiastica, Espoleto 1974
- Il Museo dell'Alto Medioevo, Roma 1975
- I Longobardi in Italia. Materiali e problemi, Milán 1982
- Archeologia e restauro, Milán 1989
- Arezzo. Il colle del Pionta. Il contributo archeologico alla storia del primitivo gruppo cattedrale, Arezzo 1991;
- Corpus della scultura altomedievale VII. La Diocesi di Roma. Tomo VI Il Museo dell'Alto Medioevo, Spoleto 1995 (junto a Paroli, L.)
- Historical and Philosophical Issues in the Conservation of Cultural Heritage, Los Angeles 1996 (junto a N. Stanley Price, M. & Kirby Talley Jr.)
- Tharros nomen, La Spezia 1999 (junto a E. Acquaro, M. T. Francisi y T. K. Kirova)
- Archeologia e restauro, II ed. riv., Roma 1999 (2000)

## Distinciones
- Medalla de Oro al Mérito de la Cultura y del Arte ( Italia, 21 de febrero de 2001).[5]